# Абу, Аюб
Аю́б Абу́ Ула́м (исп. Ayoub Abou Oulam, араб. أيوب أبو عولام‎; род. 28 июня 1998, Касабланка) — марокканский футболист, полузащитник клуба «Урарту».

## Биография
Абу родился в Касабланке, однако в возрасте девяти лет переехал в Барселону. Впоследствии он присоединился к молодёжной академии одноименной местной команды, но в июле 2015 года перешел в португальский «Порту», первоначально выступая в молодёжной команде клуба до 20 лет. 30 августа 2017 года Абу присоединился к коллективу испанской Сегунды В «Райо Махадаонда», дебютировав в основном составе клуба 10 сентября в выездном матче против «Понферрадины» (0:4). 
Свой первый гол за клуб спортсмен забил 15 октября 2017 года в домашнем матче против «Понтеведры», завершившимся со счетом 2:0 в пользу хозяев поля.
В том сезоне игрок суммарно провел за команду 31 матч, забив два мяча, а его команда впервые в своей истории вышла в Сегунду.
В 2018 году Аюб стал игроком клуба «Реал Мадрид Кастилья».
В 2021 году Абу подписал контракт с итальянским клубом СПАЛ, выступающем в Серии В.
Перед стартом второй половины сезона 2021/22 футболист был отдан в аренду команде чемпионата Болгарии «Царско Село». 20 февраля 2022 года он дебютировал за клуб в домашней встрече против «Берое», проигранной со счетом 1:2.